# Лаллукка, Юхо
Йохан (Юхо) Лаллукка (фин. Johan (Juho) Lallukka; 3 февраля 1852, Ряйсяля, Выборгская губерния — 1 декабря 1913, Выборг) — финский предприниматель, коммерции советник и меценат.

## Биография

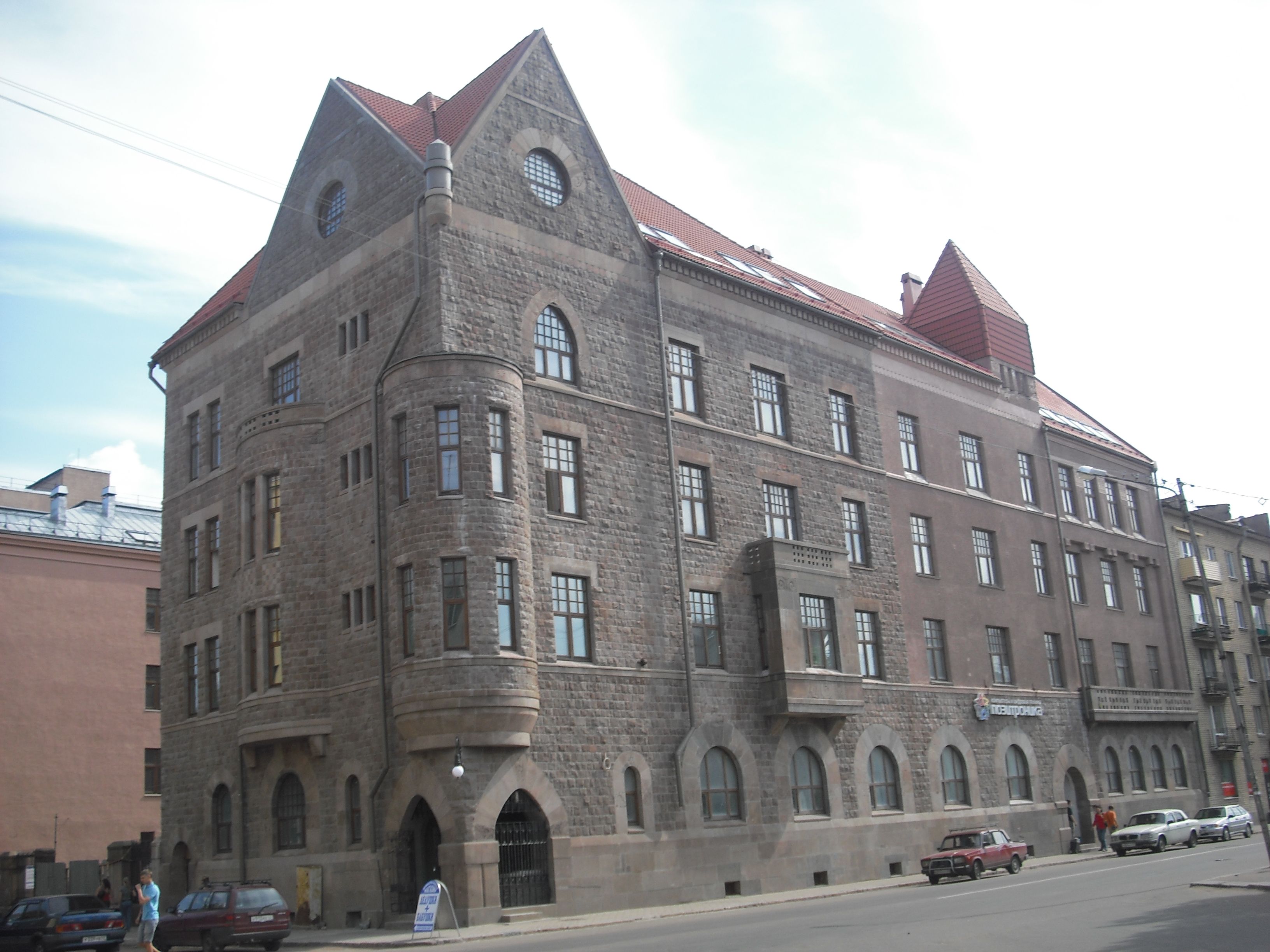
Здание бывшего офиса фирмы «Хякли, Лаллукка и К°» в Выборге (арх. А. Шульман, 1906 г.)

Юхо Лаллукка родился в 1852 году в селении Ряйсяля на Карельском перешейке, в крестьянской семье. С 1891 года жил в Выборге. В том же году он совместно с предпринимателем Яакко Хякли основал фирму «Хякли, Лаллукка и Ко», которая занималась оптовой торговлей колониальными товарами, зерном, обработкой кофе, гороха и семян; в 1912 году она была преобразована в АО «Хякли, Лаллукка и Ко» с акционерным капиталом в 5 млн рублей. В 1906 году в Выборге было построено здание компании по проекту архитектора Аллана Шульмана. Также Лаллукка являлся одним из активных функционеров Союза владельцев промышленных и торговых предприятий «Памаус», в 1901—1902 гг. был заместителем председателя. Кроме того, вошёл в историю Выборга как меценат, в частности, финансировал городской драматический театр. Его именем была названа одна из улиц Выборга (в настоящее время — ул. Маяковского).
Умер Юхо Лаллукка в Выборге в 1913 году, завещав управление предприятием своей жене Марии Лаллукка. Мария пережила супруга на десять лет и умерла в 1923 году. По её завещанию в 1934 году архитектором Алваром Аалто была построена Выборгская городская библиотека. Большую часть имущества супруги Лаллукка завещали на строительство дома художников в Хельсинки.
В 1924 году на Ристимякском кладбище в Выборге был установлен памятник супругам Юхо и Марии Лаллукка. Памятник был создан скульптором Эмилем Халоненом, 30 августа 1986 года его открыли вновь на бывшем русском военном кладбище в Лаппеенранте на средства Союза «Памаус».